# E. Benjamin Skinner
E. Benjamin Skinner (* 1976) ist ein US-amerikanischer Journalist und Autor des Buches Menschenhandel (Originaltitel A crime so monstrous).
Aufgewachsen in Wisconsin und im nördlichen Nigeria, wo sein Vater als britischer Kolonialverwalter tätig gewesen war, schloss er 1998 an der Wesleyan University im Bundesstaat Connecticut ab und war danach als Journalist tätig. Dabei berichtete er aus verschiedenen Ländern zu verschiedenen Themengebieten. Seine ersten Begegnungen mit Sklaven machte Skinner 2003 im Kriegsgebiet in Sudan, wo er als Korrespondent für Newsweek International arbeitete. In der Folge erforschte er den modernen Sklavenhandel auf vier Kontinenten und ist damit nach eigenen Angaben der erste Mensch in der Geschichte, der den Menschenhandel so erforschte. Nach fünfjähriger Recherchearbeit entstand daraus das Buch Menschenhandel (engl. A crime so monstrous). Skinner definiert Sklaverei als durch Täuschung und Androhung von Gewalt erzwungene Arbeit, für die nur das zum Überleben Notwendige erhalten wird.
Einem Freikauf von Sklaven steht Skinner insgesamt kritisch gegenüber, da dies den Sklavenhandel durch höhere Preise noch ankurble. Er kritisierte zudem, dass beispielsweise im Sudan evangelikale Gruppen Millionen US-$ für Sklaven in die Hände von süd-sudanesischen Milizen übergeben hätten, die damit ihre Kriegsführung finanzierten. Außerdem sei es vielen Sklaven weder ökonomisch noch sozial möglich, nach ihrer Befreiung ein eigenständiges Leben zu führen. Ein Ende der Sklaverei sei daher nur durch Aufklärung und politische und soziale Veränderungen möglich.
Während seiner verdeckten Recherchen versuchte Skinner daher, die Rolle des Beobachters nicht zu verlassen und keine aktive Rolle in der Befreiung von Sklaven zu übernehmen. Dennoch half er in Haiti einer Mutter ihre junge Tochter freizukaufen und finanziert für 84 US-$ ihre Schulbildung mit. In Rumänien wandte er sich an die Polizei, nachdem ihm in einem Bordell ein junges Mädchen im Tausch gegen einen Gebrauchtwagen angeboten worden war. Die Polizei unternahm jedoch nichts.
Skinners Buch erregte durch das brisante Thema und die drastischen Schilderungen international große Aufmerksamkeit. Insbesondere in den USA wurde es vielfach besprochen, unter anderem bei einer Lesung im John Adams Institute in Amsterdam. Präsidentschaftskandidat John McCain sagte über das Buch, Skinner erweise der Öffentlichkeit einen „großen Dienst“.
E. Benjamin Skinner lebt und arbeitet als Journalist in Brooklyn und veröffentlicht in verschiedenen Zeitungen Berichte und Artikel über den Menschenhandel der Gegenwart, unter anderem in Newsweek International, Foreign Affairs sowie Travel + Leisure.

## Werke
- Menschenhandel: Sklaverei im 21. Jahrhundert, Lübbe, 2008, ISBN 978-3-7857-2342-5